# 링컨군 (와이오밍주)

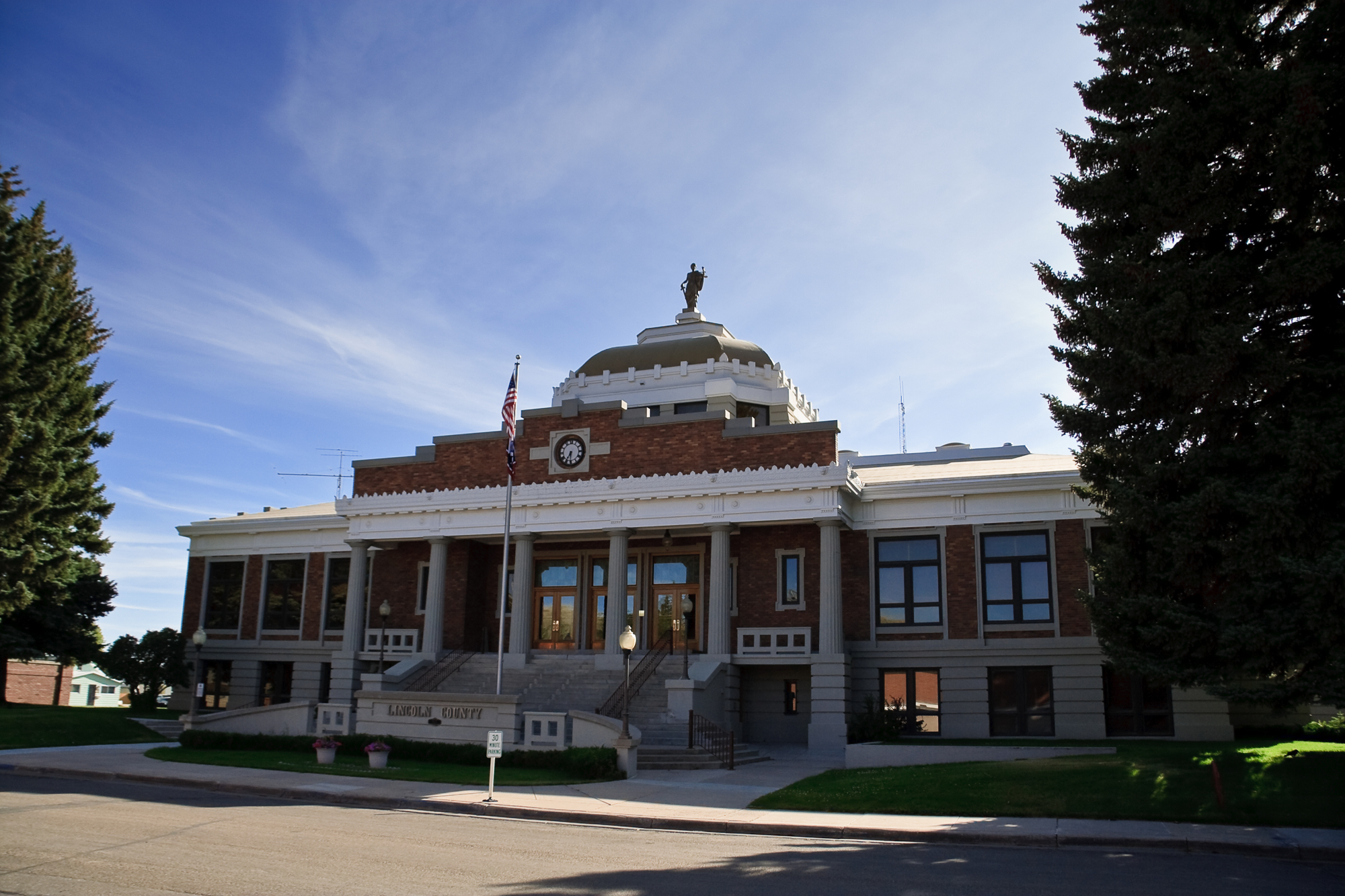

링컨군 또는 링컨 카운티(Lincoln County)는 미국 와이오밍주에 위치한 군이다. 2010년 기준으로 이 지역의 인구 수는 총 18,106명이다. 2019년 추산으로 이 지역의 총 인구 수는 19,830명이다.

## 인구
| 인구조사                                | 인구   | Note  | %±     |
| --------------------------------------- | ------ | ----- | ------ |
| 1920년                                  | 12,487 |       | —      |
| 1930년                                  | 10,894 |       | −12.8% |
| 1940년                                  | 10,296 |       | −5.5%  |
| 1950년                                  | 9,023  |       | −12.4% |
| 1960년                                  | 9,018  |       | −0.1%  |
| 1970년                                  | 8,640  |       | −4.2%  |
| 1980년                                  | 12,177 |       | 40.9%  |
| 1990년                                  | 12,625 |       | 3.7%   |
| 2000년                                  | 14,573 |       | 15.4%  |
| 2010년                                  | 18,106 |       | 24.2%  |
| 2019 (추산)                             | 19,830 | [ 1 ] | 9.5%   |
| US Decennial Census 1870–2000 2010–2016 |        |       |        |

## 같이 보기
- 와이오밍주